# 杉浦博
杉浦 博（すぎうら ひろし、1934年1月19日 - ）は、ドイツ文学者、東京大学名誉教授。リルケなどの詩が専門。

## 略歴
東京出身。東京都立西高等学校を経て、1957年東京大学独文科卒、1959年同大学院修士課程修了。一橋大学助教授を経て、1967年東京大学教養学部助教授、1985年教授、1994年定年退官、名誉教授。

## 翻訳
- リルケ全集 第6 最後の人たち 弥生書房 1960
- ツヴァイク全集 第6 デーモンとの闘争 今井寛、小宮曠三共訳 みすず書房 1962
- マルテの手記 リルケ 世界の文学 中央公論社 1964
- ドゥイーノの悲歌（抄）・オルフォイスによせるソネット リルケ ドイツの文学 三修社 1965
- 三つの愛の手紙 若き詩人への手紙・若き女性への手紙・妻への手紙 R.M.リルケ 生野幸吉共訳 社会思想社 1966
- ピアノとともに ギーゼキング 白水社 1968
- 廃嫡者の精神 エーリヒ・ヘラー 青木順三、中田美喜共訳 紀伊国屋書店 1969
- 世界の知恵 名言集 国松孝二監修 鈴木武樹、渡辺健共訳 白水社 1970
- 芸術の内面への旅 エーリッヒ・ヘラー 河原忠彦、渡辺健共訳 法政大学出版局 1972
- バッハ叢書 2 バッハと時代精神 フレート・ハーメル 渡辺健共訳 白水社 1976